# Assier

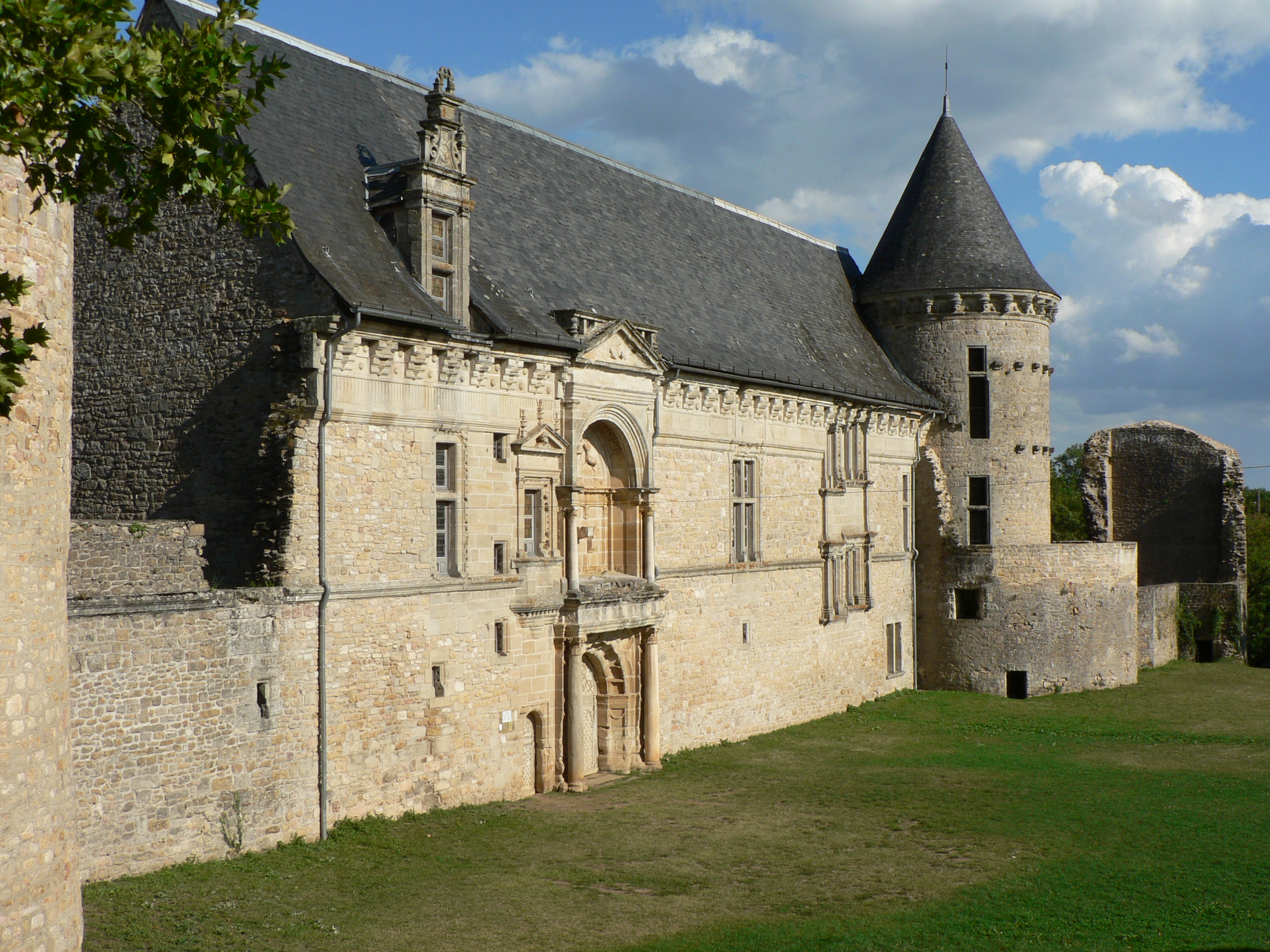
Zamek w mieście Assier

Assier – miejscowość i gmina we Francji, w regionie Oksytania, w departamencie Lot.
Według danych na rok 1990 gminę zamieszkiwały 533 osoby, a gęstość zaludnienia wynosiła 32 osób/km² (wśród 3020 gmin regionu Midi-Pireneje Assier plasuje się na 567. miejscu pod względem liczby ludności, natomiast pod względem powierzchni na miejscu 689.).